# 336698 Melbourne
336698 Melbourne este o planetă minoră (asteroid) din centura de asteroizi. A fost descoperită pe 5 februarie 2010 la Mayhill⁠(d) de Erwin Schwab⁠(d). 
Obiectul prezintă o orbită caracterizată de o semiaxă mare de 3,0917530852925 UAi, o excentricitate de 0,02, o înclinație de 10,6 ° în raport cu ecliptica.